# Paralelo 24 N
O paralelo 24 N é um paralelo que está 24 graus a norte do plano equatorial da Terra.
Este paralelo define em parte a Fronteira Índia-Mianmar.
Começando no Meridiano de Greenwich na direcção leste, o paralelo 24 N passa sucessivamente por:
| País, território ou mar | Notas |
| ----------------------- | --- |
| Argélia                 | |
| Líbia                   | |
| Egito                   | |
| Mar Vermelho            | |
| Arábia Saudita          | |
| Emirados Árabes Unidos  | Cerca de 13 km |
| Golfo Pérsico           | |
| Emirados Árabes Unidos  | |
| Omã                     | |
| Oceano Índico           | Mar Arábico |
| Paquistão               | |
| Índia                   | |
| Bangladesh              | |
| Índia                   | |
| Myanmar (Birmânia)      | Cerca de 13 km |
| Índia                   | Cerca de 15 km |
| Fronteira Índia-Mianmar | Cerca de 15 km |
| Índia                   | |
| Myanmar (Birmânia)      | |
| China                   | |
| Myanmar (Birmânia)      | |
| China                   | |
| Mar da China Meridional | Estreito de Taiwan |
| Taiwan                  | Reclamado pela China |
| Oceano Pacífico         | Passa a sul da ilha Hateruma, Japão · Passa a sul de Minami Iwo To, Japão · Passa a norte de Tern Island, Havaí, Estados Unidos |
| México                  | Península da Baixa Califórnia, Durango                                                                                          |
| Golfo da Califórnia     | |
| México                  | |
| Golfo do México         | |
| Bahamas                 | Atol Cay Sal Bank |
| Oceano Atlântico        | |
| Bahamas                 | Ilha de Andros |
| Oceano Atlântico        | |
| Bahamas                 | Exuma |
| Oceano Atlântico        | Passa a sul de Cat Island, Bahamas · Passa a norte de Conception, Bahamas                                                       |
| Bahamas                 | San Salvador |
| Oceano Atlântico        | |
| Saara Ocidental         | Reclamado por Marrocos |
| Mauritânia              | |
| Mali                    | |
| Argélia                 | |